# Toulky přírodou
Toulky přírodou je kniha esejů amerického spisovatele Henryho Davida Thoreaua (1817-1862).

## Původní vydání:Excursions(1863)
První knižní vydání Thoreauových esejů vyšlo pod názvem Excursions v roce 1863 (rok po autorově smrti) u nakladatelství Ticknor and Fields v Bostonu.
Kniha obsahovala především texty s přírodní tematikou: "Natural History of Massachusetts" (Přírodopis státu Massachusetts), "A Walk to Wachusett" (Výprava na horu Wachusett), "A Winter Walk" (Zimní procházka), "The Succession of Forest Trees" (Sukcese lesních stromů), "Walking" (Chůze), "Autumnal Tints" (Podzimní barvy), "Wild Apples" (Divoká jablka) a "Night and Moonlight" (Noc a měsíční světlo). Kromě nich byl součástí svazku ještě tematicky nesouvisející esej "The Landlord" (Hostinský) a také esej Ralpha Waldo Emersona "Thoreau" (Henry David Thoreau). Zvláštním případem byla úvaha "Noc a měsíční světlo". Vydavatel potřeboval zaplnit několik stránek, které by jinak zůstaly prázdné. Vybral tedy úryvky z autorova deníku, které dal dohromady, tak aby zaplnily příslušný počet stran. Nelze tedy říci, že jde skutečně o Thoreauovo dílo, neboť ho sám přímo takto nenapsal.
Do některých pozdějších vydání byly zařazeny ještě další podobně problematické texty - "May Days" (Květnové dni) a "Days and Nights in Concord" (Dni a noci v Concordu) - a také Thoreauovo cestopisné vyprávění "A Yankee in Canada" (Yankee v Kanadě).

## První české vydání:Toulky přírodou a pohledy do společnosti(1925)
V roce 1925 vydal pražský nakladatel Jan Laichter jako 54. svazek edice Otázky a názory knihu Toulky přírodou a pohledy do společnosti. Její první část obsahuje Thoreauovy přírodní eseje "Chůze", "Podzimní barvy", "Zimní procházka" a výše zmíněné editorsky sestavené texty "Noc a měsíční světlo", "Květnové dni" a "Dni a noci v Concordu". Druhá část obsahuje Thoreauovy politické a společensko-kritické eseje "Láska. Cudnost a smyslnost", "Občanská neposlušnost", "Život bez zásad", "Obrana kapitána Jana Browna" a "Poslední dni Jana Browna. Po smrti Jana Browna". Svazek je doplněn Emersonovým životopisným nástinem "Henry David Thoreau". Většinu textů přeložil Zdeněk Franta (1868-1943), autor prvního českého překladu Thoreauovy nejslavnější knihy Walden čili Život v lesích (Jan Laichter, 1902). "Květnové dni", "Dni a noci v Concordu" a tři pojednání o Johnu Brownovi přeložil Čeněk Kočí (1878-?).

## Druhé české vydání:Toulky přírodou(2010)
Jedinými Thoreauovými texty, které v Československu vyšly za vlády totalitního komunistického režimu, byly ukázka z knihy Walden aneb Život v lesích v antologii Chvála věcí (Albatros, 1980) a úryvek "Šarlatový dub" z eseje "Podzimní barvy" v antologii Věčná příroda (Albatros, 1984), obojí v překladu Vladimíra Smetáčka. V porevolučních letech (po roce 1989) byla ze zmiňovaných Thoreauových přírodních esejů vydána pouze "Chůze" (Zvláštní vydání, 1995) v mírně upraveném překladu Zdeňka Franty.
V roce 2010 vydalo nakladatelství Paseka nové Thoreauovy Toulky přírodou, které obsahují moderní překlad "Chůze", "Podzimních barev" a "Zimní procházky" a poprvé v češtině uvedené eseje "Přírodopis státu Massachusetts", "Výprava na horu Wachusett", "Sukcese lesních stromů" a "Divoká jablka". Autorem překladu je Jan Hokeš, který za něj byl Obcí překladatelů oceněn Prémií Tomáše Hrácha.